# Селибер, Борис Абелевич
Борис Абелевич (Альбертович) Селибер (21.06.1915 — 19.01.1990) — советский инженер, конструктор, учёный, дважды лауреат Государственной премии СССР.

## Биография
Окончил Ленинградский политехнический институт (ЛПИ) (1936).
С декабря 1935 года инженер ОЛИЗ (с 1941 ВИЭП), в 1941—1945 в эвакуации в Саранске. В 1945—1950 начальник научно-исследовательского отдела завода № 531 («Вибратор»). В 1950—1956 главный инженер СКБ завода № 531, в 1956—1979 начальник ОКБ и главный конструктор завода «Вибратор».
Похоронен на Серафимовском кладбище Санкт-Петербурга.

## Награды и звания
Кандидат технических наук.
Сталинская премия 1948 года — за разработку переносных 8-канальных светолучевых осциллографов.
Государственная премия СССР 1977 года — как одному из руководителей работы по созданию, освоению промышленного производства и широкому внедрению в системы контроля и управления сложными научными и промышленными объектами комплекса аналоговых, сигнализирующих контактных приборов (АСК).
Награждён медалями «За победу над Германией», «За доблестный труд».